# Superbad
Superbad (Supersalidos en España, Súper cool en Hispanoamérica) es una película de coming-of-age de comedia adolescente estadounidense de 2007 dirigida por Greg Mottola y producida por Judd Apatow. La película está protagonizada por Jonah Hill y Michael Cera como Seth y Evan, dos jóvenes que están a pocos días de graduarse de la escuela secundaria. Antes de graduarse, los chicos quieren celebrar y perder la virginidad, pero su plan resulta más complicado de lo esperado. 
Escrito por Seth Rogen y Evan Goldberg, el guion comenzó a desarrollarse cuando tenían trece años y se basó vagamente en su experiencia en el grado doce en la escuela secundaria Point Gray en Vancouver durante la década de 1990; los personajes principales tienen los mismos nombres que los dos escritores. Inicialmente, Rogen también tenía la intención de interpretar a Seth, pero debido a la edad y el tamaño físico, esto cambió, y Hill pasó a interpretar a Seth, mientras que Rogen interpretó al irresponsable oficial Michaels, frente a Bill Hader como el oficial Slater.
Tras su estreno, la película recibió críticas positivas, y los críticos elogiaron el diálogo y la química entre los dos protagonistas. El filme también resultó ser un éxito en taquilla, recaudando más de 170 millones de dólares con un presupuesto de veinte millones.

## Argumento
Seth y Evan son dos estudiantes vírgenes de último año de secundaria que han sido mejores amigos desde la infancia. Los dos están a punto de irse a diferentes universidades. Después de que Seth se emparejara con Jules durante la clase de economía doméstica, ella lo invita a una fiesta en su casa esa noche. Su amigo Fogell revela sus planes para obtener una identificación falsa, por lo que Seth promete comprar alcohol para la fiesta de Jules con el dinero que ella le da. Evan se encuentra con Becca, su interés amoroso, y él se ofrece a conseguirle una botella de vodka cara para la fiesta. A pesar de la identificación falsa de Fogell (con un solo nombre, McLovin), él logra comprar el licor, pero cuando su plan estaba a punto de finalizar con éxito, es noqueado por un ladrón. Cuando llegan los agentes de policía Slater y Michaels, Seth y Evan creen que Fogell está siendo arrestado. En realidad, los oficiales acuerdan llevar a Fogell a la fiesta.
Afuera, Seth es atropellado por un automóvil. A cambio de que él y Evan no le digan a la policía, el conductor promete llevarlos a otra fiesta donde puedan conseguir alcohol. Mientras tanto, Slater y Michaels llevan a Fogell a dar un paseo mientras trabajan, para luego dejarlo en la fiesta una vez terminen su deber. A pesar de estar de servicio, comienzan a beber, a usar sus sirenas de manera inapropiada y disparan sus armas de fuego a una señal de alto. En la fiesta, Seth llena botellas de detergente del sótano con alcohol que encuentra en la nevera y baila con una mujer borracha, que mancha su pierna con sangre menstrual, mientras que Evan es obligado a cantar por unos hombres drogados con cocaína. A punto de irse, Seth es confrontado por el anfitrión por bailar con su prometida. Se produce una pelea, y la prometida llama a la policía, mientras Seth y Evan escapan.
Los dos amigos discuten sobre el hecho de que Evan va a ir a una universidad diferente a la de Seth, antes de que este último sea nuevamente atropellado por un automóvil (esta vez, el patrullero de la policía conducido por Slater y Michaels). Los policías planean arrestar a Seth y Evan, pero cuando Fogell sale del auto, Evan huye, mientras Seth y Fogell escapan con el alcohol. Finalmente, los tres se dirigen a la fiesta de Jules en autobús. En este, se encuentran con un vagabundo que rompe la botella de vodka que Evan prometió llevarle a Becca, y los jóvenes se ven obligados a bajar del autobús, de manera que deben caminar el resto del trayecto. Tras una discusión en el camino, Evan y Fogell le revelan a Seth que ambos compartirán habitación en la universidad. Esto enfada mucho a Seth, quien se siente traicionado (en principio, porque él creía que Evan no compartiría habitación con Fogell, y en segundo lugar, porque sintió que su mejor amigo lo había reemplazado). En la fiesta, las historias de la noche de Seth lo hacen popular. Becca quiere tener sexo con Evan, pero él la respeta demasiado como para seguir adelante mientras ella está borracha. Mientras tanto, Fogell impresiona a Nicola y sube las escaleras para tener sexo con ella. Seth, borracho, intenta besar a Jules, pero ella lo rechaza porque no bebe ni quiere tener contacto íntimo con Seth mientras él esté ebrio. Seth cree que ha arruinado cualquier posibilidad de una relación con Jules, y se desmaya, golpeándola accidentalmente con la cabeza, dejándola con un ojo morado.
Slater y Michaels irrumpen en la fiesta. Seth se despierta y escapa, llevando en sus brazos a un Evan ebrio. Slater interrumpe el acto entre Fogell y Nicola, y ella sale corriendo. Slater está enojado con Fogell por deshacerse de ellos, pero Michaels señala que simplemente lo han "bloqueado" y se disculpan. Se reconcilian y revelan que sabían desde el principio que Fogell no tenía 25 años. Ellos admitieron haber seguido el juego, queriendo demostrar que los policías pueden hacer que te diviertas. Para compensarlo, fingen arrestar a Fogell para hacer que parezca un "imbécil". Reanudan su unión, y finalmente destruyen su automóvil con un cóctel molotov mientras Fogell le dispara con el arma de fuego de Slater.
Seth y Evan regresan a la casa de este último. Allí, Evan admite que no quiere compartir habitación con Fogell en la universidad el próximo año, pero tiene miedo de vivir con extraños. Los dos se disculpan y se reconcilian. A la mañana siguiente, van al centro comercial donde se encuentran con Jules y Becca. Becca y Seth se disculpan por su comportamiento de la noche anterior (ocasionado por su estado de ebriedad), y los chicos se emparejan con las chicas. Seth lleva a Jules a comprar corrector para su moretón, mientras que Evan y Becca se van juntos a comprar edredones (Evan comprará uno para su habitación de la universidad, y Becca le comprará uno nuevo a Jules, debido a que ella arruinó el edredón de su amiga al vomitar sobre él). Mientras se separan, los dos amigos se miran hacia atrás, tristes porque sus aventuras están llegando a su fin.

## Reparto
- Jonah Hill como Seth

- Michael Cera como Evan
- Christopher Mintz-Plasse como Fogell (McLovin)
- Bill Hader como el oficial Slater
- Seth Rogen como el oficial Michaels
- Emma Stone como Jules
- Martha MacIsaac como Becca
- Aviva Baumann como Nicola
- Joe Lo Truglio como Francis
- Kevin Corrigan como Mark
- Dave Franco como Greg
- Laura Seay como Shirley
- Marcella Lentz-Pope como Gaby
- Stacy Edwards como Jane
- David Krumholtz como Benji Austin
- Martin Starr como James Masslin
- Lauren Miller como Scarlett Brighton
- Steve Bannos como el profesor de matemáticas
- Ronald Mampusti como Pagaduan
- Carla Gallo como una niña de Sangre de Época (Jacinda)
- Clark Duke como un adolescente en la fiesta
- Casey Margolis como el joven Seth
- Laura Marano como la joven Becca
- Danny McBride como compañero en la fiesta (sin acreditar)

## Producción

### Desarrollo
La película fue escrita por Goldberg y Rogen durante su adolescencia. Se basa libremente en su propia experiencia en Vancouver a fines de la década de 1990, de ahí los nombres de los personajes Seth y Evan. Según una entrevista en un panel de eventos en 2009, Fogell también era un verdadero amigo de Rogen y Goldberg. Inicialmente, Rogen estaba programado para interpretar al personaje de Hill, Seth, pero debido a su tamaño físico y edad, interpretó a uno de los oficiales de policía. La película tardó siete años en completarse desde el guion inicial en 2000 y el rodaje de 2006 a 2007.

### Rodaje
La película se rodó principalmente en Los Ángeles.
La escuela secundaria es en realidad el exterior de la Escuela Secundaria El Segundo. Las escenas del centro comercial se rodaron en Westfield Fox Hills (que se convirtió en el centro comercial Westfield Culver City) en Culver City, California.
Otros lugares de rodaje notables incluyen la tienda de conveniencia al comienzo de la película, también en Culver City, la tienda de licores donde "McLovin" es identificado en Glendale, California, y el bar donde los policías llevan a McLovin por un bebida es vecino del Aeropuerto Internacional de Los Ángeles (LAX).
La escena en la que McLovin y los oficiales hacen donas en el coche de policía se filmó en un estacionamiento de la Universidad Estatal de California, campus de Northridge.
Mintz-Plasse tenía solo 17 años en el momento de filmar Superbad y, como resultado, se requirió que su madre estuviera presente en el set durante su escena de sexo.

## Recepción

### Taquilla
Superbad abrió en el número uno en la taquilla de los Estados Unidos, recaudando 33.052.411 dólares en su fin de semana en 2948 salas para un promedio de 11212 dólares por sala. La película se mantuvo en el puesto número uno la segunda semana, recaudando 18.044.369 dólares estadounidenses.
La película recaudó 121.5 millones de dólares en Estados Unidos y Canadá y 48.4 millones de dólares en otros países, para un total de 169.9 millones de dólares en todo el mundo. En comparación con el presupuesto de 20 millones de dólares, la película obtuvo una gran ganancia financiera, lo que la convirtió en la comedia de secundaria con mayor recaudación nacional en ese momento (fue superada por 21 Jump Street, una película también protagonizada por Hill, en 2012).

### Crítica
Superbad recibió elogios de la crítica, con elogios hacia el guion y las actuaciones (en particular, Hill, Cera y Mintz-Plasse). En Rotten Tomatoes, la película tiene un índice de aprobación del 88 % según las reseñas de 208 críticos, con una calificación promedio de 7.45/10. El consenso del sitio web dice: "Equilibrando hábilmente la vulgaridad y la sinceridad mientras coloca a sus protagonistas en situaciones excesivas, Superbad es una visión auténtica de la amistad y la incomodidad general de la experiencia de la escuela secundaria". En Metacritic, la película tiene una puntuación de 76/100 basado en 36 reseñas, que indica "reseñas generalmente favorables". El público encuestado por CinemaScore le dio a la película una calificación A- en una escala de A a F.
Mick LaSalle, del San Francisco Chronicle, la llamó la comedia más exitosa de 2007. Roger Ebert, del Chicago Sun-Times, hizo que el titular de su reseña dijera "Eso McLovin", le dio a la película 3 1⁄2 estrellas (de 4) y dijo: "La película me recordó un poco a National Lampoon's Animal House, excepto que es más madura, ya que todas las películas lo son". Carina Chocano, de Los Angeles Times, dijo" Físicamente, Hill y Cera recuerdan a los dúos de cómics clásicos: El Gordo y el Flaco, Abbott y Costello, Aykroyd y Belushi. Pero son niños contemporáneos, sofisticados y sensibles a los matices"; añadió: "Espero que no sea condenar la película con el tipo de elogio equivocado decir que, para una película tan delirantemente obscena, Superbad es super linda". Sean Burns, de Philadelphia Weekly, dijo: "2007: el año en que Judd Apatow y Seth Rogen salvó la comedia de la película", una referencia a Knocked Up que se lanzó en junio. Devin Gordon, de Newsweek, dijo "Como La venganza de los nerds, Superbad no es perfecta. Pero está muy cerca".